# La calle sin sol
La calle sin sol és una pel·lícula espanyola de 1948 dirigida per Rafael Gil Álvarez sobre guió de Rafael Gil i Miguel Mihura.
La pel·lícula és un dels millors treballs de Rafael Gil, recolzat en la lleugera ironia de Mihura que va aportar un realisme i una naturalitat influenciades pel neorealisme italià, encara que cal apuntar que l'escena dels pobres reunits per a prendre cada matí l'únic raig de sol que donava al carrer sense sol, és anterior a l'escena que apareix a Miracle a Milà.
En aquesta pel·lícula es pot apreciar una fotografia particular quant al joc de llums i ombres i els enquadraments. Va obtenir el premi a millor argument original per part del Cercle d'Escriptors Cinematogràfics l'any 1949.

## Argument
Un home arriba a Barcelona fugint de la justícia. Es refugia en una pensió del barri xino i s'enamora de Pilar, la neboda de l'amo. En cometre's un assassinat en el barri, recauen les sospites en aquest home de fosc passat. Pilar confia en la seva innocència i intenta defensar-lo buscant la veritat, però les circumstàncies semblen anar contra ell.

## Repartiment
- Amparo Rivelles - Pilar
- Antonio Vilar - Mauricio
- Manolo Morán  - Manolo
- Alberto Romea - Pedro
- Fernando Fernández de Córdoba
- Ángel de Andrés - José
- Irene Caba Alba - Diana
- Julia Caba Alba - Flora
- Félix Fernández - Basilio
- José Prada - Inspector
- Rufino Inglés
- Juana Mansó - Portera
- Casimiro Hurtado - Camarero
- Santiago Rivero - Camarero
- Mary Delgado - Elvira
- José Nieto - Luis
- Manuel Requena

## Premis
Miguel Mihura va rebre la Medalla del Cercle d'Escriptors Cinematogràfics al millor argument original en 1948. Rafael Gil com a director va rebre 350.000 pessetes als Premis del Sindicat Nacional de l'Espectacle de 1948.